# Craig Brewster
Craig James Brown Brewster (Dundee, 13 dicembre 1966) è un allenatore di calcio ed ex calciatore scozzese, di ruolo attaccante.

## Carriera

### Giocatore
Dopo aver giocato nelle giovanili del Dundee Utd esordisce tra i professionisti nel 1985, all'età di 19 anni, con il Forfar Athletic, club militante nella seconda divisione scozzese; rimane in squadra per sei stagioni consecutive, per poi trasferirsi dopo 37 reti in 191 partite di campionato ai Raith Rovers, con i quali gioca per altre due stagioni nella medesima categoria, che vince nella stagione 1992-1993.
Nell'estate del 1993 fa ritorno dopo otto anni al Dundee United, in prima divisione, categoria in cui esordisce all'età di 27 anni. Nella sua prima stagione realizza una rete nella finale di Coppa di Scozia vinta contro i Rangers, e rimane in squadra anche al termine della retrocessione in seconda divisione maturata al termine della stagione 1994-1995, contribuendo poi anche all'immediato ritorno in prima divisione dei Tangerines, con cui nella stagione 1995-1996 conquista infatti un secondo posto in seconda divisione, sufficiente per essere promossi nella categoria superiore. Nell'estate del 1996 si trasferisce in Grecia allo Iōnikos: con il club di Salonicco milita per cinque stagioni consecutive nella prima divisione ellenica, nella quale mette a segno in totale 45 reti in 155 presenze, e gioca (perdendola) una finale di Coppa di Grecia, nella stagione 1999-2000.
Nell'estate del 2001 all'età di 35 anni fa ritorno in Scozia, all'Hibernian, con cui nella stagione 2001-2002 totalizza 25 presenze e 3 reti in prima divisione; dopo una sola stagione lascia poi gli Hibs per passare al Dunfermline, club con cui gioca per un ulteriore triennio in prima divisione mettendo a segno in totale 20 reti in 99 presenze, in quella che peraltro è anche la sua ultima stagione con esclusivamente un ruolo da giocatore: pur giocando le sue ultime partite tra i professionisti nel 2010 (all'età di 44 anni), infatti, tutte le partite giocate dal 2005 in poi sono con club di cui è anche contemporaneamente allenatore o vice allenatore (con l'eccezione di una breve parentesi all'Aberdeen nella stagione 2006-2007, in cui è nuovamente solo giocatore).

### Allenatore
La sua prima stagione da allenatore è sulla panchina dell'Inverness, che guida nella stagione 2005-2006 in prima divisione; successivamente passa in cambio di un indennizzo di 340000 sterline al Dundee United (diventando tra l'altro il giocatore della sua età con il costo di trasferimento più alto di sempre fino a quel momento), con cui gioca ulteriori 4 partite e dove rimane fino al dicembre del 2006, quando passa all'Aberdeen con un contratto fino alla fine della stagione 2006-2007, sempre in prima divisione. Dal 2019 al 2021 è stato direttore sportivo dell'Horsham, di cui poi è diventato invece responsabile del settore giovanile.

## Palmarès

### Club

#### Competizioni nazionali
- Coppa di Scozia: 1

Dundee United: 1993-1994
- Scottish First Division: 1

Raith Rovers: 1992-1993

#### Competizioni regionali
- Forfarshire Cup: 1

Forfar: 1990-1991